# Neurostrota pithecolobiella
Neurostrota pithecolobiella là một loài bướm đêm thuộc họ Gracillariidae. Nó được tìm thấy ở Cuba.
Ấu trùng ăn Samanea saman. Chúng ăn cuốn lá nơi chúng làm tổ.